# Bisdom Cancún-Chetumal
Het bisdom Cancún-Chetumal (Latijn: Dioecesis Cancunensis-Chetumaliensis) is een rooms-katholiek bisdom met als zetels Cancún en Chetumal, in Mexico. Het bisdom is suffragaan aan het aartsbisdom Yucatán. 

## Geschiedenis
Het bisdom werd opgericht op 23 mei 1970, als de territoriale prelatuur Chetumal, uit delen van het bisdom Campeche en het aartsbisdom Yucatán. Op 20 december 1996 veranderde het van naam naar territoriale prelatuur Cancún-Chetumal. Op 15 februari 2020 werd het verheven tot bisdom. 

## Parochies
Het bisdom had in 2021 een oppervlakte van 50.212 km2 en telde 1.588.700 inwoners waarvan 64,0% rooms-katholiek was.

## Bisschoppen
- Jorge Bernal Vargas (7 december 1973 - 26 oktober 2004)
- Pedro Pablo Elizondo Cárdenas (26 oktober 2004 - heden)

Yucatán (aartsbisdom) · Campeche · Cancún-Chetumal · Tabasco